# Aspidoscelis parvisocia
Aspidoscelis parvisocia là một loài thằn lằn trong họ Teiidae. Loài này được Zweifel mô tả khoa học đầu tiên năm 1960.